# Верненская мужская гимназия
Верненская мужская гимназия — среднее общеобразовательное заведение города Верного конца XIX — начала XX века.

## История
В мае 1875 года Общее Собрание Государственного совета, рассмотрев представление Министерства просвещения, «мнением положило» по инициативе учредить в Туркестанском крае Управление по учебной части по примеру подобных заведений, существующих в Сибири с определением при генерал-губернаторе главного инспектора училищ; и две прогимназии в городах Ташкенте и Верном.
Верненская мужская гимназия была открыта в 1876 году как среднее учебное заведение гуманитарно-филологического направления, 20 февраля 1879 года прогимназия преобразована в 6-классную. С 1 июля 1881 года прогимназия получила статус полной классической гимназии, и с этого момента становится самым крупным учебным заведением города Верного с преподаванием древних языков — греческого и латинского, для поступления в вузы. В 1883 году состоялся первый выпуск.
В 1877 году при гимназии был учреждён Верненский пансион. В начале XX века в пансионе на казённокоштном содержании находилось 42 мальчика (20 — местных национальностей, 22 — русской).
В связи с отсутствием у гимназии собственного здания, учебный процесс осуществлялся в съемных помещениях, арендуемых в Алматинской станице у зажиточных верненцев. В этот период в гимназии работало 24 служащих: директор, инспектор, 13 учителей, воспитатели-надзиратели. Первое собственное здание, построенное в 1884-87 гг., было разрушено землетрясением в 1887 года.
В 1899 году в Верненской мужской гимназии обучалось 260, к 1904 году в гимназии обучалось 321, а в 1905 г. — 343 учащихся. Для наиболее способных учеников были учреждены именные стипендии.
В 1919 году здесь находился Верненский городской комитет Российского Коммунистического Союза молодёжи.
После 1917 года в здании располагалась школа им. Л. Толстого, позже — Казахский педагогический институт.
В 1933 году на базе трех факультетов института был образован Казахский государственный университет.
После пожара 1934 года здание было перестроено.
По состоянию на 2018 год в здании находится один из факультетов КазНПУ имени Абая.

## Здания

### Первое здание
В 1882 году гимназия получила двухэтажное здание для своего помещения, которое состояло из трех каменных корпусов, соединенных между собой галереями. Корпуса были сооружены по проекту инженера Янчевского, который создавался для Ташкентской гимназии. Стоимость возведения здания составила 190 тысяч рублей.
Однако архитектура здания отличалась от ташкентской и была доработана Павлом Гурдэ. Так, профессор архитектуры В. А. Нильсен отмечал, что «…архитектура их отличается от Ташкентского оригинала применением оштукатуренных фасадов с более тонким рисунком деталей, осуществленных под руководством городского архитектора Гурдэ».
Это здание Верненской мужской гимназии было разрушено землетрясением в 1887 году.

### Второе здание
Гимназия получила 15 тысяч рублей из благотворительного капитала, собранного по всей империи в пользу пострадавших от землетрясения. На эти средства и остатков от специальных средств гимназии П. В. Гурдэ были построены два каркасных каменных флигеля из сырцового кирпича. 14 ноября 1889 года они были освящены. Постройка этих флигелей обошлась в 7553 рубля 63 коп.
2 мая 1895 года была произведена закладка первого венца нового здания, а к 11 сентября были закончены переделки двух каменных корпусов и постройка третьего деревянного корпуса за исключением штукатурки внутри и снаружи. Средний деревянный корпус соединил оба каменных корпуса в одно единое здание гимназии. В среднем деревянном корпусе была устроена и собственная церковь во имя Св. Равноапостольных Кирилла и Мефодия. На все строительные работы по постройке среднего корпуса и по перестройке двух боковых каменных корпусов с каменной оградой было потрачено 23 600 рублей 66 коп.
Землетрясение 22 декабря 1910 года привело в негодность каменные корпуса и повредило деревянный корпус, который сумел устоять. Туркестанский генерал-губернатор запретил восстанавливать каменные корпуса и приказал их разобрать в свое время.
В советское время уцелевшее здание было реконструировано: был надстроен второй этаж, что значительно изменило облик здания.

## Архитектура
В основу композиционного решения легли мотивы русского классицизма конца XIX — начала XX вв. Здание представляет собой симметричный в плане деревянный двухэтажный объем, фланкированный одноэтажными боковыми крыльями со световыми фонарями. Центральная ось традиционно подчеркнута четырехколонным портиком.
В пластическую композицию фасада автор ввел классицистические элементы в виде сандриков с полочками, декорирующими окна первого этажа и каннелированных лопаток, устроенных в месте выпуска бревен. Контраст между основным объемом и архитектурными деталями, а также цветовое акцентирование отдельных элементов декора, придают строгой архитектуре здания особую выразительность.

## Известные воспитанники
- М. Фрунзе — революционер, советский государственный и военный деятель.
- В. Г. Глушков — учёный-гидролог, один из основателей гидрологии в СССР, руководитель Гидрологического института (г. Ленинград). Был женат на двоюродной сестре М. В. Фрунзе, Зинаиде Захарьевне.
- У. Жандосов — Народный комиссар просвещения Казахской ССР.
- М. Тынышбаев — депутат Второй Государственной Думы России, премьер-министр Туркестанской автономии, член «Алаш Орды», инженер-путеец, участник строительства Туркестано-Сибирской магистрали.
- Т. Бокин — участник национально-освободительного восстания 1916 года в Семиречье.
- Ж. Барибаев — член ЦК Компартии Туркестана, делегат XIV съезда коммунистической партии.

## Статус памятника
4 апреля 1979 года было принято Решение исполнительного комитета Алма-Атинского городского Совета народных депутатов № 139 «Об утверждении списка памятников истории и культуры города Алма-Аты», в котором было указано здание Верненской мужской гимназии. Решением предусматривалось оформить охранное обязательство и разработать проекты реставрации памятников.
26 января 1982 года здание было включено в список памятников истории и культуры республиканского значения Казахской ССР.
25 ноября 1993 года стал частью Алматинского государственного историко-архитектурного и мемориального заповедника. На территории заповедника запрещено новое строительство. Реконструкция объектов возможна исключительно с разрешения Министерства культуры Казахстана.